# Welcome to Our Neighborhood
Welcome to Our Neighborhood es el primer video álbum oficial de la banda estadounidense Slipknot, lanzado el 9 de noviembre de 1999 a través de Roadrunner Records. Sería reeditado en formato DVD el 18 de noviembre de 2003. 
Caracterizado como video casero, mezclas de imágenes, actuaciones en vivo, entrevistas, y un vídeo musical de "Spit It Out". 
El video fue muy bien recibido por los fanáticos, entrando en el Billboard Top Music Videos, certificado disco de platino en febrero del 2000.

## Contenido
| Videografía - "Surfacing" (en directo) - "Spit It Out" (vídeo musical) - "Wait and Bleed" (en directo) - "Scissors" (en directo, disponible en versión DVD) | Material adicional - Conceptual images - Interview footage - Band's home video footage - Over 20 minutes of exclusive video footage (DVD only) |

## Personal
| Slipknot - (#8) Corey Taylor - voz - (#7) Mick Thomson - guitarra - (#6) Shawn Crahan - percusión, coros - (#5) Craig Jones - sampler, sintetizador. - (#4) James Root - guitarra rítmica. (1999–2004) (Solista) - (#4) Josh Brainard - guitarra y sintetizador. (1995–1999) - (#3) Chris Fehn - percusión y coros. - (#2) Paul Gray - bajo - (#1) Joey Jordison - batería - (#0) Sid Wilson - turntablism | Producción - Thomas Mignone – director, camera, conceptual imagery - Darci Oltman – producer - L.E.G. Productions – interview footage - Stefan Seskis – camera, photography - Bobby Tongs – camera - Brendan Sherman – camera - Fred Salkind – DVD creative director - Marc Stecker – DVD producer, project manager - Stephanie Masarsky – DVD executive producer - Doug Banker – management - t42design – package design - Dean Karr – photography - Lynda Kusnetz – director creativo |